# MSV Duisburg
MSV Duisburg er en tysk fodboldklub fra Duisburg i Ruhr-distriktet. Klubben spiller i den tyske liga, Regionalligaen.

## Historie
Klubben blev grundlagt i 1902 under navnet Meidericher SV. I 1905 fusionerede den med SC Viktoria Meidericher under det førstnævnte navn. Først i 1967 skiftede klubben til det nuværende navn.
I 1962 rykkede klubben op i den bedste række, og den blev dermed en af de oprindelige 16 mandskaber i den første Bundesliga. Første sæson var også klubbens mest succesrige, da det blev til en andenplads – en bedrift, der aldrig siden er gentaget. De næste 20 år var Duisburg fast inventar, men i 1983 rykkede den ned og sluttede sig til gruppen af elevatorhold, der består af Arminia Bielefeld, VfL Bochum og FC St. Pauli.

## Resultater

### Titler
Tysk mester
- Sølv (1): 1963

Tysk pokalvinder
- Sølv (3): 1966, 1975, 1998

Tysk amatørmester
- Vinder (1): 1988

## Kendte spillere
- Bernard Dietz
- Ahn Jung-Hwan

## Danske spillere
- Stig Tøfting
- Erik Bo Andersen
- Thomas Bælum
- Søren Larsen
- Kristoffer Andersen[1]
- Morten Rasmussen[2]